# Lijst van termen uit de civiele techniek R-Z
Lijst van termen uit de civiele techniek. Civiele techniek is de toegepaste wetenschap die zich bezighoudt met het realiseren en onderhouden van objecten die vastzitten in de grond. Bijvoorbeeld leidingen, kabels, bruggen, gebouwen, maar ook de studie naar rivieren en kanalen. Bij de realisatie van Civieltechnische objecten wordt dus altijd gekeken naar de omgeving waarin dit object wordt gerealiseerd.
0 - 
A - 
B - 
C - 
D - 
E - 
F - 
G - 
H - 
I - 
J - 
K - 
L - 
M - 
N - 
O - 
P - 
Q - 
R - 
S - 
T - 
U - 
V - 
W - 
X - 
Y - 
Z

## R
| radar                  | Waterbouwkunde            |
| radiaal                | Bouwkunde, Waterbouwkunde |
| radiaalfrequentie      | Waterbouwkunde            |
| raming                 | diverse                   |
| redresseerstrook       | Waterbouwkunde            |
| refractie              | Bouwkunde, Waterbouwkunde |
| rek                    | Bouwkunde, Waterbouwkunde |
| rekgrens               | Bouwkunde, Waterbouwkunde |
| rekstijfheid           | Bouwkunde, Waterbouwkunde |
| relaxatie              | Bouwkunde, Waterbouwkunde |
| remmingwerk            | Waterbouwkunde            |
| repave-methode         | Waterbouwkunde            |
| representatieve waarde | Bouwkunde, Waterbouwkunde |
| resonantie             | Bouwkunde, Waterbouwkunde |
| restspanning           | Bouwkunde, Waterbouwkunde |
| restzetting            | Geotechnologie            |
| retourbemaling         | Waterbouwkunde            |
| richtingbedrijf        | Waterbouwkunde            |
| rijbaan                | Waterbouwkunde            |
| rijksdriehoeknet       | Bouwkunde, Waterbouwkunde |
| rijshout               | Waterbouwkunde            |
| rijswerk               | Waterbouwkunde            |
| rijstrook              | Waterbouwkunde            |
| riolering              | Waterbouwkunde            |
| risico-analyse         | Bouwkunde, Waterbouwkunde |
| rivierbedregulering    | Infrastructuurplanning    |
| roestvrij staal        | Bouwkunde, Waterbouwkunde |
| Rolbasculebrug         | Waterbouwkunde            |
| rolbrug                | Waterbouwkunde            |
| rollende landstrasse   | Waterbouwkunde            |
| roloplegging           | Bouwkunde, Waterbouwkunde |
| ROM-gebieden           | Waterbouwkunde            |
| Roll-on-roll-offschip  | Waterbouwkunde            |
| ruilverkaveling        | Waterbouwkunde            |

## S
| Sainflou                               | Waterbouwkunde                         |
| schaardijk                             | Waterbouwkunde                         |
| schanskorf                             | Waterbouwkunde                         |
| scharnieroplegging                     | Bouwkunde, Waterbouwkunde              |
| schermwand                             | Waterbouwkunde                         |
| schoorpaal                             | Bouwkunde, Waterbouwkunde              |
| schotbalk                              | Waterbouwkunde                         |
| schranken                              | Bouwkunde, Waterbouwkunde              |
| schroefboorpaal                        | Bouwkunde, Waterbouwkunde              |
| schroefinjectiepaal                    | Bouwkunde, Waterbouwkunde              |
| schuifsterkte                          | Geotechnologie                         |
| schuifwapening                         | Bouwkunde, Waterbouwkunde              |
| schutkolk                              | Waterbouwkunde                         |
| schutsluis                             | Waterbouwkunde                         |
| schutten                               | Waterbouwkunde                         |
| secundaire waterkering                 | Waterbouwkunde                         |
| sedimenttransport                      | Waterbouwkunde                         |
| seiche                                 | Waterbouwkunde                         |
| selectieleidraad                       | Bouwkunde, Waterbouwkunde              |
| sextant                                | Waterbouwkunde                         |
| shoaling                               | Waterbouwkunde                         |
| shovel                                 | Bouwkunde, Waterbouwkunde              |
| sifon                                  | Bouwkunde, Waterbouwkunde              |
| significante golfhoogte                | Waterbouwkunde                         |
| silica fume                            | Bouwkunde, Waterbouwkunde              |
| silt                                   | Bouwkunde, Waterbouwkunde              |
| slagdrempel                            | Bouwkunde, Waterbouwkunde              |
| slaperdijk                             | Waterbouwkunde                         |
| sleephopperzuiger                      | Waterbouwkunde                         |
| slib                                   | Waterbouwkunde                         |
| slik                                   | Waterbouwkunde                         |
| slipform paver                         | Waterbouwkunde                         |
| sluis                                  | Waterbouwkunde                         |
| sluishoofd                             | Waterbouwkunde                         |
| sondering                              | Geotechnologie                         |
| spanning-rek diagram                   | Bouwkunde, Waterbouwkunde              |
| spanningsbemaling                      | Bouwkunde, Waterbouwkunde              |
| spanningswater                         | Waterbouwkunde                         |
| spatkracht                             | Bouwkunde, Waterbouwkunde              |
| spectrum                               | Bouwkunde, Waterbouwkunde              |
| splijtbak                              | Bouwkunde, Waterbouwkunde              |
| splijtsterkte                          | Bouwkunde, Waterbouwkunde              |
| spoeltransport                         | Bouwkunde, Waterbouwkunde              |
| sponning                               | Bouwkunde, Waterbouwkunde              |
| spoorweg                               | Waterbouwkunde, Infrastructuurplanning |
| spooraansluiting                       | Waterbouwkunde, Infrastructuurplanning |
| sporenschema                           | Waterbouwkunde                         |
| springtij                              | Waterbouwkunde                         |
| spud                                   | Bouwkunde, Waterbouwkunde              |
| spuitbeton                             | Bouwkunde, Waterbouwkunde              |
| spuitlans                              | Bouwkunde, Waterbouwkunde              |
| squat                                  | Waterbouwkunde                         |
| staande golf                           | Bouwkunde, Waterbouwkunde              |
| stabiliseren                           | Bouwkunde, Waterbouwkunde              |
| stabiliteitscriteria                   | Bouwkunde, Waterbouwkunde              |
| stabiliteitsverband                    | Bouwkunde, Waterbouwkunde              |
| Staphorster kruising                   | Waterbouwkunde, Infrastructuurplanning |
| startblok                              | Waterbouwkunde                         |
| station                                | Waterbouwkunde, Infrastructuurplanning |
| stationair                             | Bouwkunde, Waterbouwkunde              |
| statisch bepaalde constructie          | Bouwkunde, Waterbouwkunde              |
| statisch onbepaalde constructie        | Bouwkunde, Waterbouwkunde              |
| statisch moment                        | Bouwkunde, Waterbouwkunde              |
| Statische belasting                    | Bouwkunde, Waterbouwkunde              |
| Steenstorter                           | Waterbouwkunde                         |
| steenverband                           | Bouwkunde, Waterbouwkunde              |
| steiger                                | Bouwkunde, Waterbouwkunde              |
| stelpost                               | Bouwkunde, Waterbouwkunde              |
| stempel                                | Bouwkunde, Waterbouwkunde              |
| steunbeer                              | Bouwkunde, Waterbouwkunde              |
| steunpunt (constructieterm: oplegging) | Bouwkunde, Waterbouwkunde              |
| steunvloeistof                         | Waterbouwkunde                         |
| stiep                                  | Bouwkunde, Waterbouwkunde              |
| stijgbuis                              | Bouwkunde, Waterbouwkunde              |
| stootcoëfficiënt                       | Bouwkunde, Waterbouwkunde              |
| stootplaat                             | Bouwkunde, Waterbouwkunde              |
| stopverdichten                         | Bouwkunde, Waterbouwkunde              |
| stormvloed                             | Waterbouwkunde                         |
| stormvloedkering                       | Waterbouwkunde                         |
| stortkist                              | Bouwkunde, Waterbouwkunde              |
| straatsteenverband                     | Waterbouwkunde                         |
| strandhoofd                            | Waterbouwkunde                         |
| strekdam                               | Waterbouwkunde                         |
| strijklengte                           | Waterbouwkunde                         |
| strokenfundering                       | Bouwkunde, Waterbouwkunde              |
| stroomfunctie                          | Waterbouwkunde                         |
| stuik                                  | Bouwkunde, Waterbouwkunde              |
| stuit                                  | Bouwkunde, Waterbouwkunde              |
| stuw                                   | Waterbouwkunde                         |
| suatiesluis                            | Waterbouwkunde                         |
| subkritische stroming                  | Waterbouwkunde                         |
| suggestiestrook                        | Waterbouwkunde                         |
| superkritische stroming                | Waterbouwkunde                         |

## T
| taaie breuk         | Bouwkunde, Waterbouwkunde              |
| tafelbrug           | Waterbouwkunde                         |
| tailtrack           | Waterbouwkunde                         |
| talud               | Waterbouwkunde                         |
| terre armée         | Waterbouwkunde                         |
| Terzaghi            | Geotechnologie                         |
| tetrapod            | Bouwkunde, Waterbouwkunde              |
| TEU                 | Waterbouwkunde                         |
| textuur             | Bouwkunde, Waterbouwkunde              |
| theodoliet          | Bouwkunde, Waterbouwkunde              |
| toeslagmateriaal    | Bouwkunde, Waterbouwkunde              |
| tolerantie          | Bouwkunde, Waterbouwkunde              |
| tonrondte           | Waterbouwkunde                         |
| tonnenmaat          | Waterbouwkunde                         |
| toog                | Bouwkunde Waterbouwkunde               |
| torsie              | Bouwkunde, Waterbouwkunde              |
| total station       | Bouwkunde, Waterbouwkunde              |
| traagheidsmoment    | Bouwkunde, Waterbouwkunde              |
| tracé               | Waterbouwkunde, Infrastructuurplanning |
| trajectorie         | Bouwkunde, Waterbouwkunde              |
| transferium         | Infrastructuurplanning                 |
| translatiegolf      | Bouwkunde, Waterbouwkunde              |
| tras                | Bouwkunde, Waterbouwkunde              |
| trasraam            | Bouwkunde                              |
| trekpaal            | Bouwkunde, Waterbouwkunde              |
| trekproef           | Bouwkunde, Waterbouwkunde              |
| treksterkte         | Bouwkunde, Waterbouwkunde              |
| triangulatie        | Bouwkunde, Waterbouwkunde              |
| triaxiaalproef      | Geotechnologie                         |
| trillen             | Bouwkunde, Waterbouwkunde              |
| trilling            | Bouwkunde, Waterbouwkunde              |
| trillingsmeting     | Bouwkunde, Waterbouwkunde              |
| trogbrug            | Waterbouwkunde                         |
| trottoirband        | Waterbouwkunde                         |
| TUBEX-paal          | Bouwkunde, Waterbouwkunde              |
| tuibrug             | Waterbouwkunde                         |
| tuidraad            | Bouwkunde, Waterbouwkunde              |
| turbine             | Bouwkunde, Waterbouwkunde              |
| turbulente stroming | Waterbouwkunde                         |
| turbulentie         | Waterbouwkunde                         |
| turn-key-project    | Bouwkunde, Waterbouwkunde              |

## U
| uiterste grenstoestand | Bouwkunde, Waterbouwkunde |
| uiterwaard             | Waterbouwkunde            |
| uitlevering            | Bouwkunde, Waterbouwkunde |
| uitrolgrens            | Bouwkunde, Waterbouwkunde |
| uitwateringssluis      | Waterbouwkunde            |
| uitzetten              | Bouwkunde, Waterbouwkunde |

## V
| vacuümbemaling                                 | Bouwkunde, Waterbouwkunde              |
| vacuümconsolidatie                             | Waterbouwkunde                         |
| vakwerk                                        | Bouwkunde, Waterbouwkunde              |
| valbrug                                        | Waterbouwkunde                         |
| valpijpschip                                   | Waterbouwkunde                         |
| vangrail                                       | Waterbouwkunde                         |
| variabele belasting                            | Bouwkunde, Waterbouwkunde              |
| variantie                                      | Bouwkunde, Waterbouwkunde              |
| veelhoeksmeting                                | Bouwkunde, Waterbouwkunde              |
| veen                                           | Geotechnologie                         |
| venturimeter                                   | Bouwkunde, Waterbouwkunde              |
| veranderlijke belasting                        | Bouwkunde, Waterbouwkunde              |
| verankering                                    | Bouwkunde, Waterbouwkunde              |
| verdichten                                     | Bouwkunde, Waterbouwkunde              |
| verhang                                        | Bouwkunde, Waterbouwkunde              |
| verhinderde vervorming                         | Bouwkunde, Waterbouwkunde              |
| verkanting                                     | Waterbouwkunde                         |
| verkantingsoverschot                           | Waterbouwkunde                         |
| verkantingstekort                              | Waterbouwkunde                         |
| verkaveling                                    | Waterbouwkunde                         |
| verkeersbouwkunde                              | Bouwkunde, Waterbouwkunde              |
| verkeerskunde                                  | Waterbouwkunde, Infrastructuurplanning |
| verkeersplein                                  | Waterbouwkunde, Infrastructuurplanning |
| verkeersregelinstallatie (VRI)                 | Waterbouwkunde, Infrastructuurplanning |
| verkeerssignalering                            | Waterbouwkunde, Infrastructuurplanning |
| vermoeiing                                     | Bouwkunde, Waterbouwkunde              |
| vermogen                                       | Bouwkunde, Waterbouwkunde              |
| veroudering                                    | Bouwkunde, Waterbouwkunde              |
| verticale drainage                             | Bouwkunde, Waterbouwkunde              |
| vertrager                                      | Bouwkunde, Waterbouwkunde              |
| vertragingsverlies                             | Bouwkunde, Waterbouwkunde              |
| verval                                         | Bouwkunde, Waterbouwkunde              |
| capaciteit                                     | Waterbouwkunde                         |
| verwachtingswaarde                             | Bouwkunde, Waterbouwkunde              |
| verzilten                                      | Waterbouwkunde                         |
| vetergang                                      | Waterbouwkunde                         |
| vibro-paal                                     | Bouwkunde, Waterbouwkunde              |
| Vierde Nota Ruimtelijke Ordening Extra (VINEX) | Bouwkunde, Waterbouwkunde              |
| viscositeit                                    | Bouwkunde, Waterbouwkunde              |
| vizierlijn                                     | Bouwkunde, Waterbouwkunde              |
| vlaklast                                       | Bouwkunde, Waterbouwkunde              |
| vliegas                                        | Bouwkunde, Waterbouwkunde              |
| vliesconstructie                               | Bouwkunde, Waterbouwkunde              |
| vloedschaar                                    | Waterbouwkunde                         |
| vloeigrens                                     | Bouwkunde, Waterbouwkunde              |
| vloeistofmechanica                             | Bouwkunde, Waterbouwkunde              |
| vlotbrug                                       | Waterbouwkunde                         |
| voegloos spoor                                 | Waterbouwkunde                         |
| voegvulling                                    | Bouwkunde, Waterbouwkunde              |
| voorgespannen beton                            | Bouwkunde, Waterbouwkunde              |
| voorhar                                        | Bouwkunde, Waterbouwkunde              |
| voorspanbout                                   | Bouwkunde, Waterbouwkunde              |
| voorspannen                                    | Bouwkunde, Waterbouwkunde              |
| vrijbalk                                       | Bouwkunde, Waterbouwkunde              |
| vrijboord                                      | Waterbouwkunde                         |
| vrije baan                                     | Waterbouwkunde                         |
| vulstof                                        | Bouwkunde, Waterbouwkunde              |

## W
| waakhoogte                | Waterbouwkunde            |
| Waalpaal                  | Bouwkunde, Waterbouwkunde |
| wad                       | Waterbouwkunde            |
| wakerdijk                 | Waterbouwkunde            |
| wanden-dakmethode         | Bouwkunde, Waterbouwkunde |
| wantij                    | Waterbouwkunde            |
| wapening                  | Bouwkunde, Waterbouwkunde |
| wapeningsnet              | Bouwkunde, Waterbouwkunde |
| wartel                    | Bouwkunde, Waterbouwkunde |
| water/cement factor (wcf) | Bouwkunde, Waterbouwkunde |
| waterbalans               | Waterbouwkunde            |
| waterbeheer               | Waterbouwkunde            |
| waterpasinstrument        | Bouwkunde, Waterbouwkunde |
| waterpassen               | Bouwkunde, Waterbouwkunde |
| waterschap                | Waterbouwkunde            |
| waterspanning             | Waterbouwkunde            |
| waterspanningsmeter       | Geotechnologie            |
| waterstaat                | Waterbouwkunde            |
| waterstandregulering      | Waterbouwkunde            |
| weerstandsmoment          | Bouwkunde, Waterbouwkunde |
| weglichaam                | Waterbouwkunde            |
| wegverharding             | Waterbouwkunde            |
| werkbegroting             | Bouwkunde, Waterbouwkunde |
| wervel                    | Waterbouwkunde            |
| wet van Chézy             | Waterbouwkunde            |
| wet van Darcy             | Bouwkunde, Waterbouwkunde |
| wet van Hooke             | Bouwkunde, Waterbouwkunde |
| wet van Mohr-Coulomb      | Bouwkunde, Waterbouwkunde |
| wet van Newton            | Bouwkunde, Waterbouwkunde |
| wet van Pascal            | Bouwkunde, Waterbouwkunde |
| wet van Stokes            | Bouwkunde, Waterbouwkunde |
| wet van Torricelli        | Bouwkunde, Waterbouwkunde |
| wiep                      | Waterbouwkunde            |
| wig                       | Bouwkunde, Waterbouwkunde |
| windbelasting             | Bouwkunde, Waterbouwkunde |
| windopzet                 | Waterbouwkunde            |
| windverband               | Bouwkunde, Waterbouwkunde |
| winterbed                 | Waterbouwkunde            |
| winterdijk                | Waterbouwkunde            |
| winzuiger                 | Waterbouwkunde            |
| wissel                    | Waterbouwkunde            |
| wisselstrook              | Waterbouwkunde            |
| woelkelder                | Waterbouwkunde            |
| wrijvingsverlies          | Bouwkunde, Waterbouwkunde |
| wringing                  | Bouwkunde, Waterbouwkunde |

## Z
| zakbaak             | Waterbouwkunde                            |
| zand                | Bouwkunde, Waterbouwkunde, Geotechnologie |
| zandbed             | Bouwkunde, Waterbouwkunde                 |
| zandsuppletie       | Waterbouwkunde                            |
| zandvang            | Bouwkunde, Waterbouwkunde                 |
| zate                | Bouwkunde, Waterbouwkunde                 |
| zavel               | Waterbouwkunde                            |
| zeearm              | Waterbouwkunde                            |
| zeefkromme          | Bouwkunde, Waterbouwkunde                 |
| zeefproef           | Bouwkunde, Waterbouwkunde                 |
| zeeg                | Bouwkunde, Waterbouwkunde                 |
| zeegang             | Waterbouwkunde                            |
| zeegat              | Waterbouwkunde                            |
| Zeer Stil Asfalt    | Waterbouwkunde                            |
| zetting             | Bouwkunde, Waterbouwkunde                 |
| zettingsvloeiing    | Bouwkunde, Waterbouwkunde                 |
| zettingsvrij        | Bouwkunde, Waterbouwkunde                 |
| zettingsvrije plaat | Bouwkunde, Waterbouwkunde                 |
| zijstorter          | Waterbouwkunde                            |
| zinker              | Waterbouwkunde                            |
| zinkstuk            | Waterbouwkunde                            |
| ZOAB                | Waterbouwkunde                            |
| zomerbed            | Waterbouwkunde                            |
| zomerdijk           | Waterbouwkunde                            |
| zomerkade           | Waterbouwkunde                            |
| zoutbezwaar         | Waterbouwkunde                            |
| zoutgrens           | Waterbouwkunde                            |
| zouttong            | Waterbouwkunde                            |
| zweefbrug           | Waterbouwkunde                            |